# ムチン

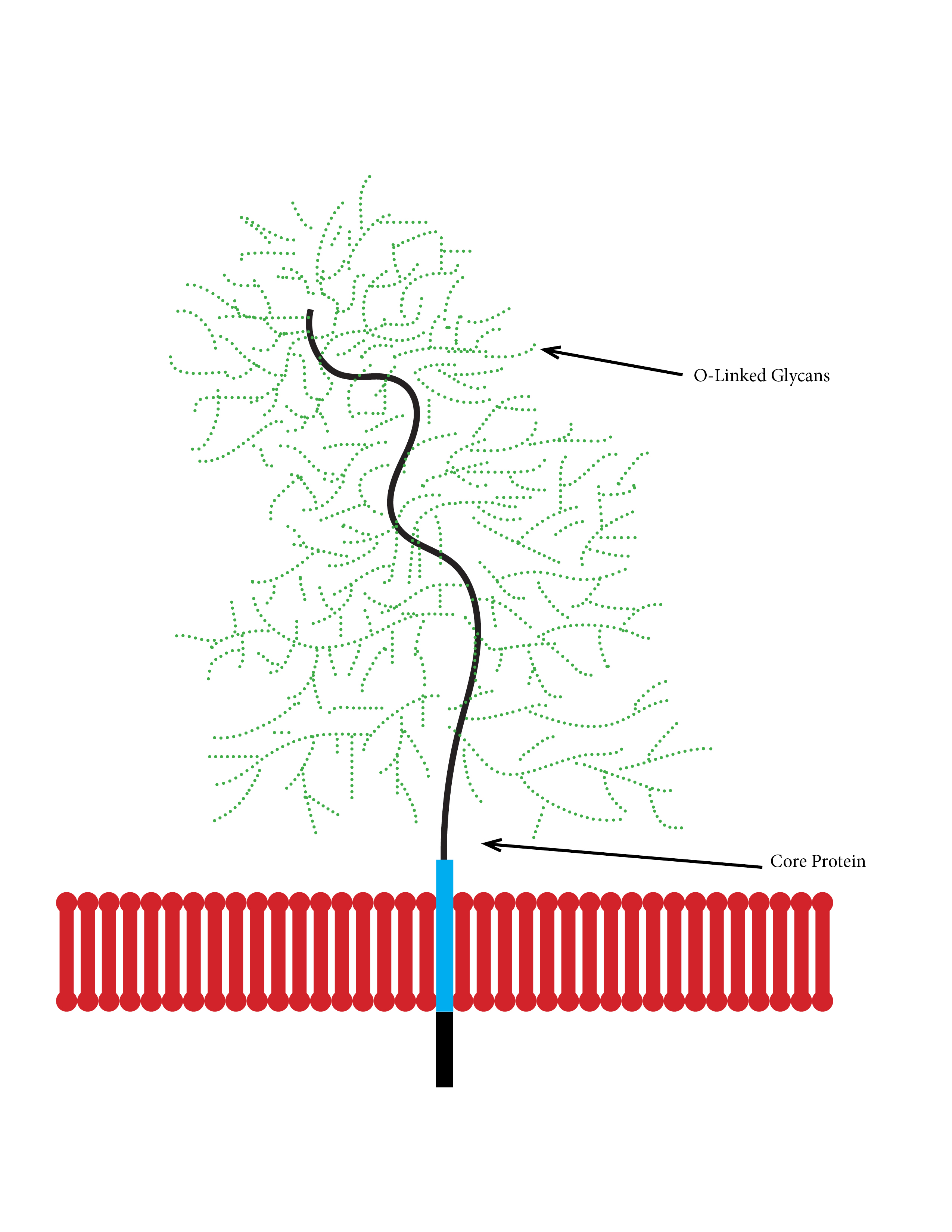
ムチンの構造。コアたんぱく質に糖鎖が結合している。

ムチン (mucin) は動物の上皮細胞などから分泌される粘液の主成分として考えられてきた粘性物質である。粘素と訳されることもある。ムチン (mucin) はmucus（粘液）を語源とする。
実際には、分子量100万～1000万の糖を多量に含む糖タンパク質（粘液糖タンパク質）の混合物であり、細胞の保護や潤滑物質としての役割を担っている。食品としてみると水溶性食物繊維に分類される。
なお、日本ではオクラや里芋のネバネバ成分もムチンと称された経緯がある。この点、英語の mucin は動物粘液を指すのに対し、植物粘液はムチレージ mucilage と呼び、日本におけるムチンの語とは意味にズレがある。

## 構造
ムチンはアポムチンと呼ばれるコアタンパクが、無数の糖鎖によって修飾されてできた巨大分子の総称である。コアタンパクの主要領域は大半がセリンかトレオニンからなる10～80残基のペプチドの繰り返し構造であり、このセリンまたはトレオニンの水酸基に対し、糖鎖の還元末端のN-アセチルガラクトサミンがα-O-グリコシド結合（ムチン型結合）により高頻度で結合している。
一般的に、糖鎖はN-アセチルガラクトサミン、N-アセチルグルコサミン、ガラクトース、フコース、シアル酸などから構成される。糖鎖はムチンの分子量の50%以上を占め、ムチンのもつ強い粘性や水分子の保持能力、タンパク質分解酵素への耐性など、さまざまな性質の要因となっている。
ムチンには、上皮細胞などが産生する分泌型ムチンと、疎水性の膜貫通部位を持ち細胞膜に結合した状態で存在する膜結合型ムチンがある。
ムチンのコアタンパクは総称してMUCと呼ばれており、発見順に番号が振られている。このコアタンパクをコードする遺伝子は、ヒトムチンは少なくとも20種類（MUC1, 2, 3A, 3B, 4, 5AC, 5B, 6, 7, 8, 9, 10, 11, 12, 13, 15, 16, 17, 18, 19）あることがわかっており、うちMUC2, 5AC, 5B, 6は分泌型ムチン、MUC1, 3A, 3B, 4, 11, 12, 13は膜結合型ムチンである。

## 生体内のムチン
動物の分泌する粘液にはほぼ全てムチンが含まれており、口腔、胃、腸をはじめとする消化器官や鼻腔、腟、関節液、目の表面の粘膜は、すべてムチンに覆われているといえる。ムチンは杯細胞から分泌され、粘膜表面を物理的に外的刺激から保護している。また、ウナギをはじめとする一部の魚類特有の体表のぬめりもムチンである。

## 性質
一般的に強い粘性を持ち、保水性も非常に高い。
ムチンの凝集作用により水中の泥の粒子が沈殿して水が綺麗になる。

## ムチンを含む食品、生物
- 燕の巣
- エチゼンクラゲ
- ウナギ
- コイ
- ドジョウ
- ハタハタとその卵巣（ブリコ）